# Modaritas
Modaritas ou Banu Modar (em árabe: مضر; romaniz.: Mudar) são um ramo dos árabes adenanitas.

## História
Os modaritas e rebiaítas são registrados na Arábia central nas histórias árabes do período pré-islâmico; os reis de Quinda tinham o título de "rei dos Maade (ou Modar) e Rebia", e tiveram seu papel nos conflitos com as tribos iemenitas (árabes do sul). Não está claro, no entanto, até que ponto essas tribos realmente surgiram da maneira descrita, ou se são designações artificiais que surgiram através de rivalidades e conflitos intertribais. Até mesmo o conflito entre as tribos iemenitas e adenanitas é considerado por alguns estudiosos modernos uma invenção posterior, refletindo as rivalidades tribais do período omíada e não a realidade da Arábia pré-islâmica. De acordo com as fontes árabes, um grande número de modaritas,identificado por alguns estudiosos modernos com os mauzaritas (em grego medieval: Μαυζανῖται; romaniz.: mauzaritai; em latim: mauzaritae) das fontes bizantinas, também migrou à Mesopotâmia Superior, onde deram seu nome ao distrito de Diar Modar. Após o colapso do Reino de Quinda, os modaritas da Arábia central ficaram sob o controle do Reino Lacmida de Hira durante o reinado de Alamúndaro III.
Os modaritas dominaram Meca depois de expulsar os jurumitas e mantiveram alguns dos ofícios religiosos ligados ao santuário da Caaba. Ao contrário dos rebiaítas, que se converteram ao cristianismo em grande número, os modaritas permaneceram apegados à religião politeísta tradicional. O ídolo de Uza em Nacla, "reverenciado por todos os modaritas" de acordo com Tabari, foi destruído por Calide ibne Ualide em 630. Embora os Banu Muzaina se gabassem de já aceitar Maomé e o Islã em 5 AH (626 d.C.), não foi até o "Ano das Deputações" em 631 que as outras tribos dos modaritas começaram a se converter ao Islã.

### Ancestral mitológico
Segundo os genealogistas árabes, Modar era filho de Nizar ibne Maade ibne Adenã através de Sauda binte Aque ibne Adenã.